# Технічна рідина
Техні́чна рідина́ — нафтова або синтетична рідина, що використовується для різних технічних цілей. Технічні рідини зазвичай є малов'язкими рідинами, що призначені для забезпечення виконання машинами і механізмами робочих функцій. Спільним для усіх технічних рідин є відсутність нормування вимог до мастильних властивостей.

## Класифікація
За призначенням технічні рідини поділяються на: гідравлічні (робочі рідини гідроприводів, амортизаційні, гальмові), протильодові (протильодотвірні), гідравлічні, холодильні, промивальні, пускові, ізоляційні та мастильно-холодильні.

### Гідравлічні рідини
Гідравлічна рідина — технічна рідина, яку використовують у гідроприводах та гідропередачах та інших гідравлічних системах у ролі носія енергії. Основна функція гідравлічних рідин — передача гідростатичного тиску в гідравлічній системі. Серед різновидів гідравлічних рідин можна виділити:
- робочі рідини гідроприводів[2];
- гальмові рідини;
- амортизаційні (амортизаторні) рідини.

#### Робочі рідини гідроприводів
Як робочі рідини гідроприводів (гідравлічні оливи) застосовуються мінеральні, синтетичні і напівсинтетичні оливи а також рідини на силіконовій основі.
Також, робочі рідини гідроприводів забезпечують мащення поверхонь тертя деталей елементів гідросистеми а також, захист деталей гідроприводу від корозії, тому робочі рідини зазвичай містять антикорозійні присадки. Іншою додатковою функцією гідравлічної рідини — теплообмін між елементами гідросистеми, а також обмін віддавання тепла у навколишнє середовище.

#### Гальмові рідини
Гальмові рідини — технічні рідини, які використовують у гідравлічних гальмівних системах транспортних машин. Вони виконують функції гідравлічного тіла і мастильного середовища забезпечуючи мащення ковзного руху поршнів у головному та гальмівних циліндрах. При роботі привода гальмівної системи тиск у рідині сягає значень 10…12 МПа.
Гальмівні рідини бувають мінеральні (на основі рицинової олії та бутилового або етилового спирту), гліколеві (на основі полі етиленгліколю та поліефірів борної кислоти) та силіконові (на основі силіційорганічних сполук).
Ці рідини повинні мати в'язкість не меншу ніж 1,5 мм²/с при 100°С і не більшу за 1800 мм²/с при — 40°С.

#### Амортизаційні рідини
Амортизаційні (амортизаторні) рідини технічні рідини, які використовують для заповнення телескопічних, важільно-кулачкових та інших гідравлічних амортизаторів колісних та гусеничних транспортних машин з метою гасіння механічних коливань шляхом поглинання кінетичної енергії рухомих мас.
Виробляють з нафтових дистилятів селективного очищення змішуванням з кремнійорганічними рідинами (8…10 % за масою).
В'язкість амортизаційних рідин при 100 °C становить для колісних машин 3…4, для гусеничних машин 4…5 мм²/с.
Різновидом амортизаційних рідин є противідкатні рідини, що застосовуються в артилерії.

### Протильодові рідини
Протильодова (протильодотвірна) рідина — технічна рідина, призначена запобігати зледенінню поверхонь виробів. Такі рідини розчиняють вологу та кристали льоду на поверхні, що підлягає захисту, з утворенням розчину з низькою температурою замерзання; крім того, плівка рідини послаблює зчеплення льоду з поверхнею, полегшує його видалення зустрічним потоком повітря.
Протильодовими рідинами найчастіше слугують водні розчини спиртів (етанолу, ізопропілового спирту, етиленгліколю тощо).

### Холодильні рідини
Холодильні рідини — технічні рідини, що виконують функцію теплоносія у системах охолодження двигунів внутрішнього згоряння, радіоелектронних системах тощо і забезпечують поглинання й відведення 25-35 % теплоти, що виділяється при роботі, для запобігання перегріванню деталей. Як холодильні рідини найчастіше використовують водовмісні рідини з антифризами як присадками. Також використовуються холодильні оливи. В холодильних рідинах використовують також протипінні присадки.

### Промивальні рідини
Промивальні рідини служать для очищення деталей, масляних систем та інших внутрішніх порожнин механізмів від органічних забруднень. При контакті із забрудненими поверхнями промивальні рідини розчиняють або розм'якшають лакові та смолисті відклади. Зазвичай, ці рідини складаються із суміші нафтових дистилятів (легких масел, гасу, газойлю тощо) з розчинниками й мийними засобами (феноли, кетони, гліколеві ефіри, толуол, ксилол, тетралін, хлоровмісні сполуки тощо).
Поширені також негорючі рідини на водній основі.

### Пускові рідини
Пускові рідини, що впорскуються в паливну систему двигунів внутрішнього згоряння і призначені для полегшення їх запуску за низьких температур. Характеризуються високою випаровуваністю й утворюють в циліндрах двигунів горючу суміш. Отримують змішуванням діетилового етеру з вуглеводнями з низькою температурою кипіння (петролейним етером тощо), ізопропілнітратом і невеликою кількістю (до 10 % за масою) мастильної оливи. Пускові рідини мають високий тиск парів, низьку температуру самозаймання та широкі межі займистості.

### Ізоляційні та розділювальні рідини
Ізоляційна рідина — технічна рідина, призначена запобігати безпосередньому контактові конструкційних матеріалів з агресивним середовищем.
Розділювальні рідини застосовують у вимірювальних приладах (манометри, мановакуумметри, витратоміри тощо) з метою запобігання контакту робочих рідин з агресивними середовищами (наприкдад, H2SO4, HNO3, H2O2, C12, Br2). Такі рідини створюють на основі хлор- і хлорфторвуглеводнів, а також полісилоксанів; в'язкість 7…27 мм²/с при 50 °С. Характеризуються високою стійкістю до окиснення.

### Мастильно-холодильні рідини
Мастильно-холодильні рідини (змащувально-охолодні рідини — ЗОР) — технічні рідини, що використовують для зниження тертя при обробці металів різанням і тиском, зменшення зношування та охолодження різального інструменту, полегшення процесу деформування шару металу, що зрізується, видалення (змивання) металевої стружки та запобіганню корозії оброблених поверхонь.
ЗОР поділяються на такі групи:
- рідинні нафтопродукти (гас, газойль, малов'язка індустріальна олива, що містять оливорозчинні поверхнево-активні речовини (ПАР) (олеїнова кислота, сульфофрезол тощо). Ці ЗОР застосовують переважно для змащення різального інструменту при протягуванні, хонінгуванні, розверстуванні, свердлінні тощо;
- істинні або колоїдні водні розчини електролітів і органічних ПАР (розчини карбонату або нітрату натрію, тринатрійфосфату з додаванням рідкого скла, хром піку, бури, хлоридів Ca і Mg, а також розчини гліцерину, триетаноламіну[en] тощо). Використовують при чорновому обточуванні металів, попередньому фрезеруванні, свердлінні, розпилюванні тощо;
- емульсоли (3…10%-ні водні емульсії нафтових олив, переважно індустріальних), що дають при розчиненні у воді емульсії молочно-білого кольору, та розчинні оливи, що утворюють з водою колоїдні напівпрозорі розчини за рахунок солюбілізації оливи і присадок міцелами водорозчинних ПАР. Емульгаторами і солюбілізаторами служать Na-солі оливного асідолу у чистому виді або у суміші з Na-солями окисненої талової олії, окисненого петролатума, синтетичних жирних кислот, сульфоналів, нафтенатів. Стабілізаторрм служить вода з розчиненими у ній електролітами і ПАР, а також, сульфонал. Емульсоли і розчинні масла мають високу змащувальну й охолоджувальну спроможність та використовуються при усіх операціях обробки металів.